# جین رینولدز
ژن رینولدز (انگلیسی: Gene Reynolds؛ زادهٔ ۴ آوریل ۱۹۲۳ – درگذشته ۳ فوریه ۲۰۲۰) یک هنرپیشه اهل ایالات متحده آمریکا بود.
از فیلم‌ها یا برنامه‌های تلویزیونی که وی در آن نقش داشته است می‌توان به عشق اندی هاردی را می‌یابد اشاره کرد.
وی همچنین برنده جوایزی همچون جایزه امی شده است.